# Montreal Canadiens
Montreal Canadiens (francosko Les Canadiens de Montréal) je kanadski profesionalni hokejski klub iz Montreala. Spada v severovzhodno divizijo vzhodne konference lige NHL. Je en od šestih originalnih klubov lige NHL. S štiriindvajsetimi osvojenimi Stanleyjevimi pokali držijo rekord po številu Stanleyjevih pokalov.

## Kapetani in trenerji

### Kapetani
| - Jack Laviolette, 1909–10 - Newsy Lalonde, 1910–11 - Jack Laviolette, 1911–12 - Newsy Lalonde, 1912–13 - Jimmy Gardner, 1913–15 - Howard McNamara, 1915–16 - Newsy Lalonde, 1916–22 - Sprague Cleghorn, 1922–25 - Billy Coutu, 1925–26 - Sylvio Mantha, 1926–32 - George Hainsworth, 1932–33 - Sylvio Mantha, 1933–36 - Albert Babe Siebert, 1936–39 - Walter Buswell, 1939–40 - Toe Blake, 1940–48 - Bill Durnan, 1948 - Émile Bouchard, 1948–56 | - Maurice Richard, 1956–60 - Doug Harvey, 1960–61 - Jean Béliveau, 1961–71 - Henri Richard, 1971–75 - Yvan Cournoyer, 1975–79 - Serge Savard, 1979–81 - Bob Gainey, 1981–89 - Guy Carbonneau in Chris Chelios, 1989–90 - Guy Carbonneau, 1990–94 - Kirk Muller, 1994–95 - Mike Keane, 1995 - Pierre Turgeon, 1995–96 - Vincent Damphousse, 1996–99 - Saku Koivu, 1999–2009 - Brian Gionta, 2010–danes |

### Trenerji
| - Joseph Cattarinich in Jack Laviolette, 1909–1910 - Adolphe Lecours, 1911 - Napoleon Dorval, 1911–1913 - Jimmy Gardner, 1913–1915 - Newsy Lalonde, 1915–1921 - Leo Dandurand, 1921–26 - Cecil Hart, 1926–32 - Newsy Lalonde, 1932–34 - Newsy Lalonde in Leo Dandurand, 1934–35 - Sylvio Mantha, 1935–36 - Cecil Hart, 1936–38 - Cecil Hart in Jules Dugal, 1938–39 - Albert Babe Siebert, 1939 - Alfred Lépine, 1939–40 - Dick Irvin, 1940–55 - Toe Blake, 1955–68 - Claude Ruel, 1968–70 | - Al MacNeil, 1970–71 - Scotty Bowman, 1971–79 - Bernie Geoffrion, 1979 - Claude Ruel, 1979–81 - Bob Berry, 1981–84 - Jacques Lemaire, 1984–85 - Jean Perron, 1985–88 - Pat Burns, 1988–92 - Jacques Demers, 1992–95 - Mario Tremblay, 1995–97 - Alain Vigneault, 1997–00 - Michel Therrien, 2000–03 - Claude Julien, 2003–06 - Bob Gainey, 2006 - Guy Carbonneau, 2006–09 - Bob Gainey, 2009 - Jacques Martin, 2009–danes |

## Upokojene številke
| Št. | Hokejist          | Datum upokojitve            |
| --- | ----------------- | --------------------------- |
| 1   | Jacques Plante    | 7. oktober 1995             |
| 2   | Doug Harvey       | 26. oktober 1985            |
| 3   | Émile Bouchard    | 4. december 2009            |
| 4   | Jean Béliveau     | 9. oktober 1971             |
| 5   | Bernard Geoffrion | 11. marec 2006              |
| 7   | Howie Morenz      | 2. november 1937            |
| 9   | Maurice Richard   | 6. oktober 1960             |
| 10  | Guy Lafleur       | 16. februar 1985            |
| 12  | Dickie Moore      | 12. november 2005           |
| 12  | Yvan Cournoyer    | 12. november 2005           |
| 16  | Henri Richard     | 10. december 1975           |
| 16  | Elmer Lach        | 4. december 2009            |
| 18  | Serge Savard      | 18. november 2006           |
| 19  | Larry Robinson    | 19. november 2007           |
| 23  | Bob Gainey        | 23. februar 2008            |
| 29  | Ken Dryden        | 29. januar 2007             |
| 33  | Patrick Roy       | 22. november 2008           |
| 99  | Wayne Gretzky     | 6. februar 2000 (vsi klubi) |